# Nikos Valsamakis
Nikos Valsamakis (griechisch Νίκος Βαλσαμάκης, * 17. Juli 1924 in Athen) ist ein griechischer Architekt der Moderne und Postmoderne. Bekannt wurde er durch spektakuläre Villenentwürfe in den 1960er Jahren. 2001 wurde er zum 50. Jubiläum seines Berufsanfangs vom Polytechnion zum Professor honoris causa ernannt.

## Leben
Valsamakis (gräzisiert aus Valsamachi) ist ein Adelsgeschlecht auf den Ionischen Inseln. Nikos Valsamakis wuchs als Sohn einer Reeder-Familie aus Kefalonia vornehmlich in Athen auf, wo sein Vater Andreas Valsamakis und seine Mutter Penelope Lazarides zeitweise wohnten.
Valsamakis studierte von 1945 bis 1947 und von 1950 bis 1953 Architektur am Polytechnikum in Athen. Sein erstes Gebäude war das Apartmenthaus Semitelou 5 in Athen, welches stark von seinem Vorbild Giuseppe Terragni geprägt war. Ungewöhnlich für diese Zeit war die Verwendung von Bruchstein an der Fassade. Es folgte das Bürohaus Ermou/Plateia Kapnikareas 9 in Athen. Die bekanntesten Gebäude sind die von Valsamakis entworfenen Villen wie die Villa Lanaras in Anavyssos von 1963. Seine Hotelbauten zeichnen sich durch eine betonte Modularität aus, so etwa das Amalia Hotel Delphi von 1963, das White Rocks Hotel bei Argostoli 1967–70 und das Amalia Hotel in Olympia 1977. Das Hotel Amalia in Nafplio zeigt bereits postmoderne Züge und wird als weniger gelungen angesehen.
Nikos Valsamakis war in erster Ehe mit Martha Deligiannis und ab 1965 mit der Architektin Maria Serdaris verheiratet.

## Bauten (Auswahl)
- Appartementhaus, Semitelou 5, Athen, 1951–53[1]
- Appartementhaus, 86 Vasilissis Sofias, Athen, 1954–55[2]
- Appartementhaus, 129 Vasilissis Sofias, Athen, 1955–56[3]
- Appartementhaus, 272 Kifissias, Athen, 1957–58[4]
- Bürogebäude, Ermou und 9 Kapnikareas, Athen, 1958[5]
- Hotel Amalia, Delphi, 1963[6]
- Villa Lanaras, Anavyssos, 1961–63[7]
- Wochenendhaus Lanaras, Anavyssos, 1961–63[8][9]
- Villa in Filothei, 1961–63[10]
- Villa in Rio, Patras, 1963–65[11]
- Hotel White Rocks bei Argostoli 1967–70
- Hotel Amalia, Archea Olymbia, 1977–79[12]
- Verwaltungsgebäude der Alpha Bank, 40 Stadiou, Athen, 1981–90[13]
- Hotel Robinson Club Daidalos, Kos, 1988–91[14]
- Villa in Kilada, 2000–02[15]
- Villa in Kifisia, 2001–06[16]
- Villa in Andiparos, 2007–13[17]
- Villa in Kilada, 2008–11[18]
- Villa in Ekali, 2008–11[19]
- Hotel Amalia Hotel, Nafplio
- Hotel Meteora, Kalambaka